# Gaulskopf (Taunus)
Der Gaulskopf nahe Langenhain-Ziegenberg im Wetteraukreis in Hessen ist eine 396,8 m ü. NHN hohe Erhebung im Mittelgebirge Taunus.

## Geographie

### Lage
Der Gaulskopf liegt im Östlichen Hintertaunus. Er erhebt sich im Naturpark Taunus etwa fünf Kilometer südwestlich von Ober-Mörlen (Wetteraukreis), auf dessen Gemarkung er liegt, und 3 km südlich von dessen Ortsteil Langenhain-Ziegenberg. Rund zwei Kilometer entfernt liegen im benachbarten Hochtaunuskreis die Wehrheimer Ortsteile Pfaffenwiesbach im Westsüdwesten und Friedrichsthal im Westnordwesten; die Grenze zu diesem Landkreis verläuft über die Westflanke des Gaulskopfs. Nach Norden fällt die Landschaft zum Tal des Wetter-Zuflusses Usa ab.

### Naturräumliche Zuordnung
Der Gaulskopf zählt in der naturräumlichen Haupteinheitengruppe Taunus (Nr. 30) und in der Haupteinheit Östlicher Hintertaunus (302) zum Naturraum Münster-Maibach-Schwelle (302.4). Südwestlich schließt sich der Naturraum Usinger Becken (302.5) an und südöstlich in der zur Haupteinheit Hoher Taunus (301) gehörenden Untereinheit Winterstein-Taunuskamm (301.4) ein Teil des Taunushauptkamms.

## Römerturm
Früher verlief der Limes über den Gaulskopf, auf dem sich der römische Wachturm WP 4/16 (Nummerierung der Reichs-Limeskommission) befand. Auf dem Gipfelbereich stehend bot der Turm einen Rundblick auf die umliegenden Taunushöhen des östlichen Hintertaunus und in die Wetterau. Über den Wachturm am Johannisberg bestand eine optische Verbindung zum Kastell Friedberg. Ähnliche Türme, die wahrscheinlich zu einer Signalkette gehörten, gab es bei Wölfersheim-Wohnbach und am Kapellenberg bei Hofheim am Taunus. Der Turm auf dem Gaulskopf lag zwischen dem Kleinkastell Kaisergrube und dem Kleinkastell „Am Eichkopf“ (siehe Liste der Kastelle am Obergermanisch-Raetischen Limes). Heute folgt der Limeserlebnispfad Hochtaunus dem Verlauf des Limes über den Gaulskopf.
Im Jahre 1926 wurde die heutige Rekonstruktion des Römerturms eingeweiht. Vom ursprünglichen Turm waren nur Ruinen erhalten geblieben. Der Wiederaufbau erfolgte durch Geldmittel von Gustav Oberlaender (2. Juni 1867 bis 30. November 1936), einem deutschstämmigen Strumpfunternehmer aus den USA. Der 15,1 m hohe Turm ist mit einer Seitenlänge von 8 m ungewöhnlich groß. Insgesamt 47 Stufen führen über eine Zwischenetage zur geschlossenen und auf 8,8 m Höhe gelegenen Aussichtsplattform, die durch 16 Rundbogenfenster den Blick in die Umgebung ermöglicht.

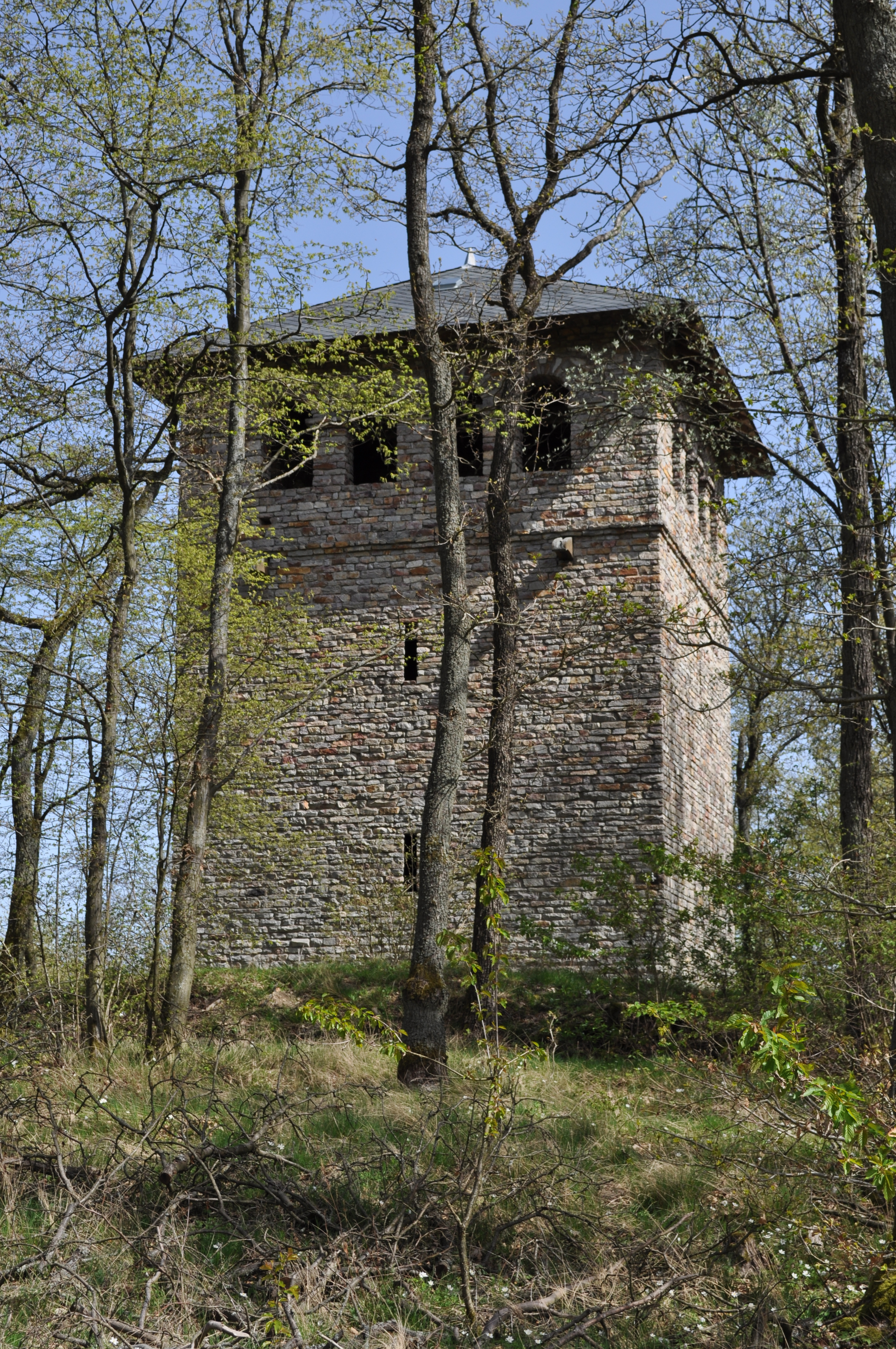
Römerturm
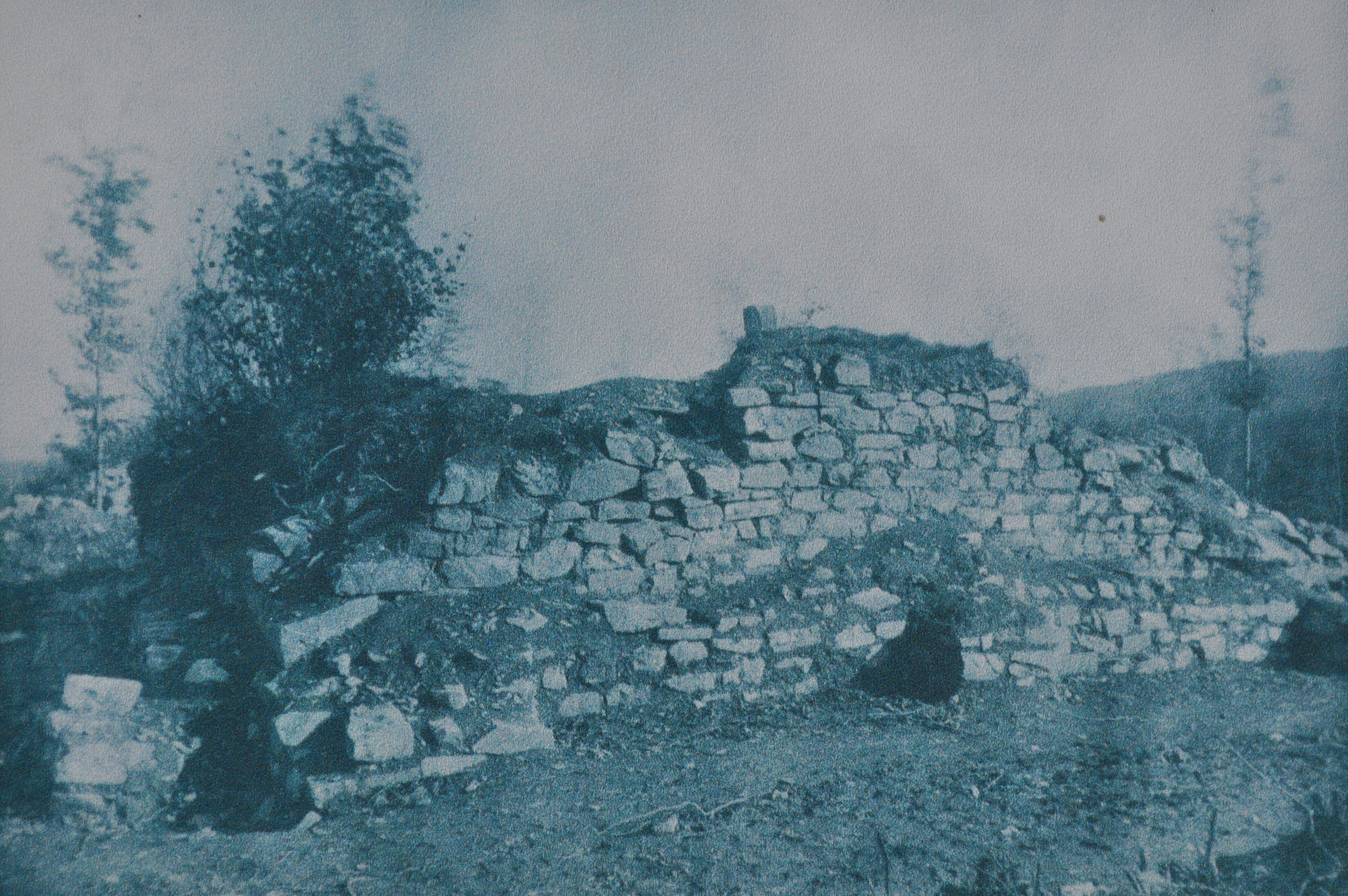
Ursprungszustand vor Wiederaufbau
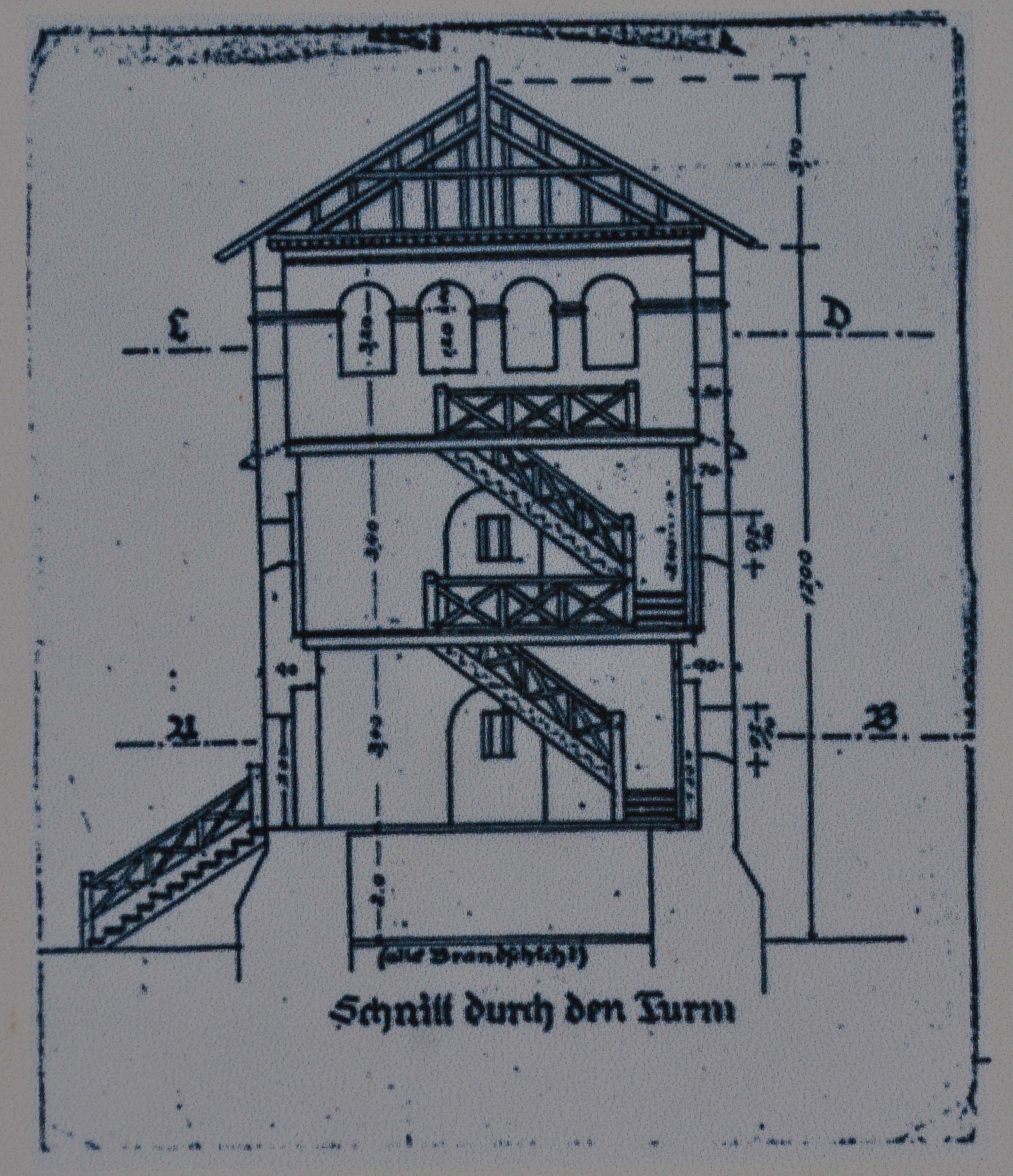
Bauplan
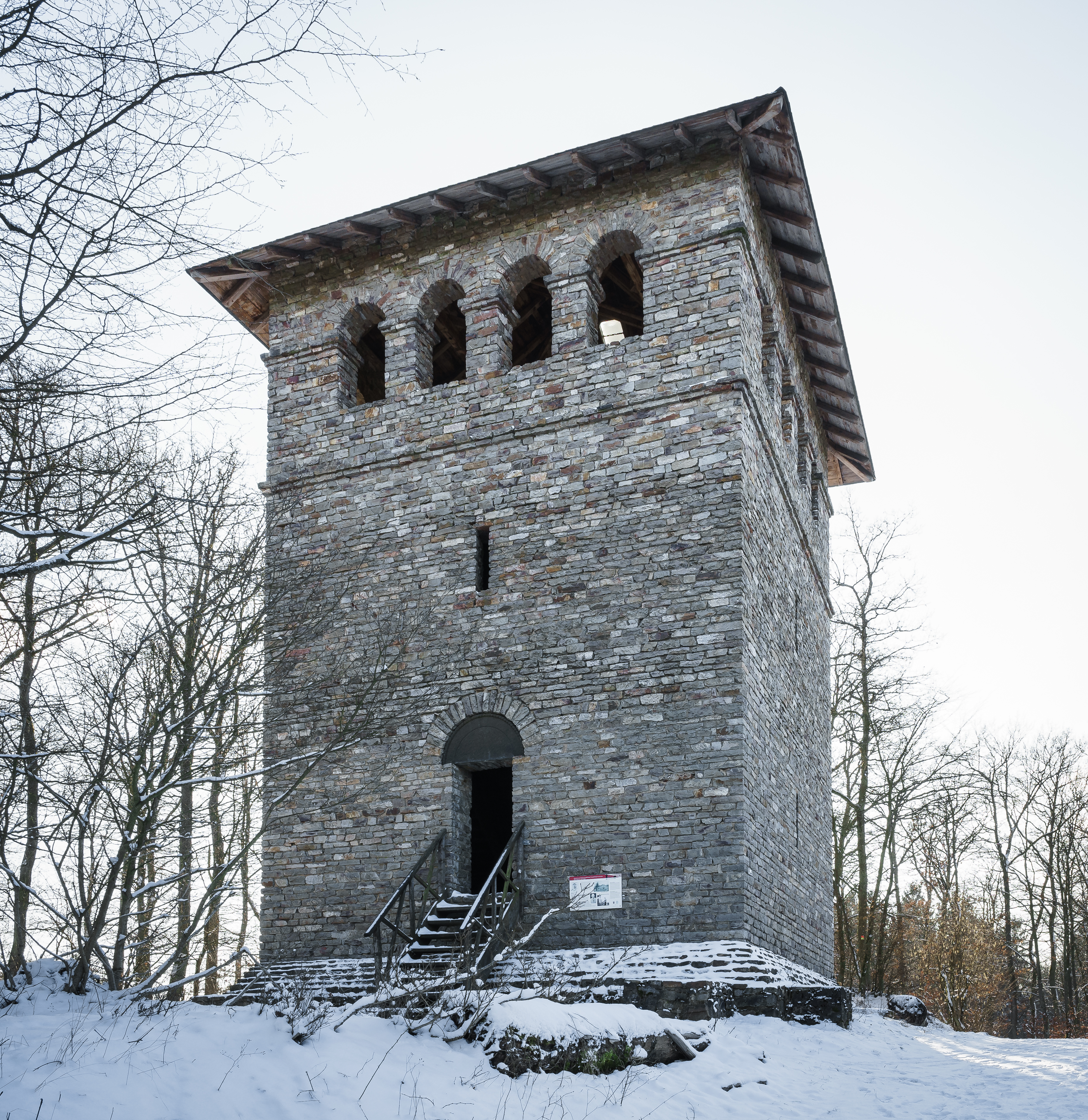
Ansicht von Osten
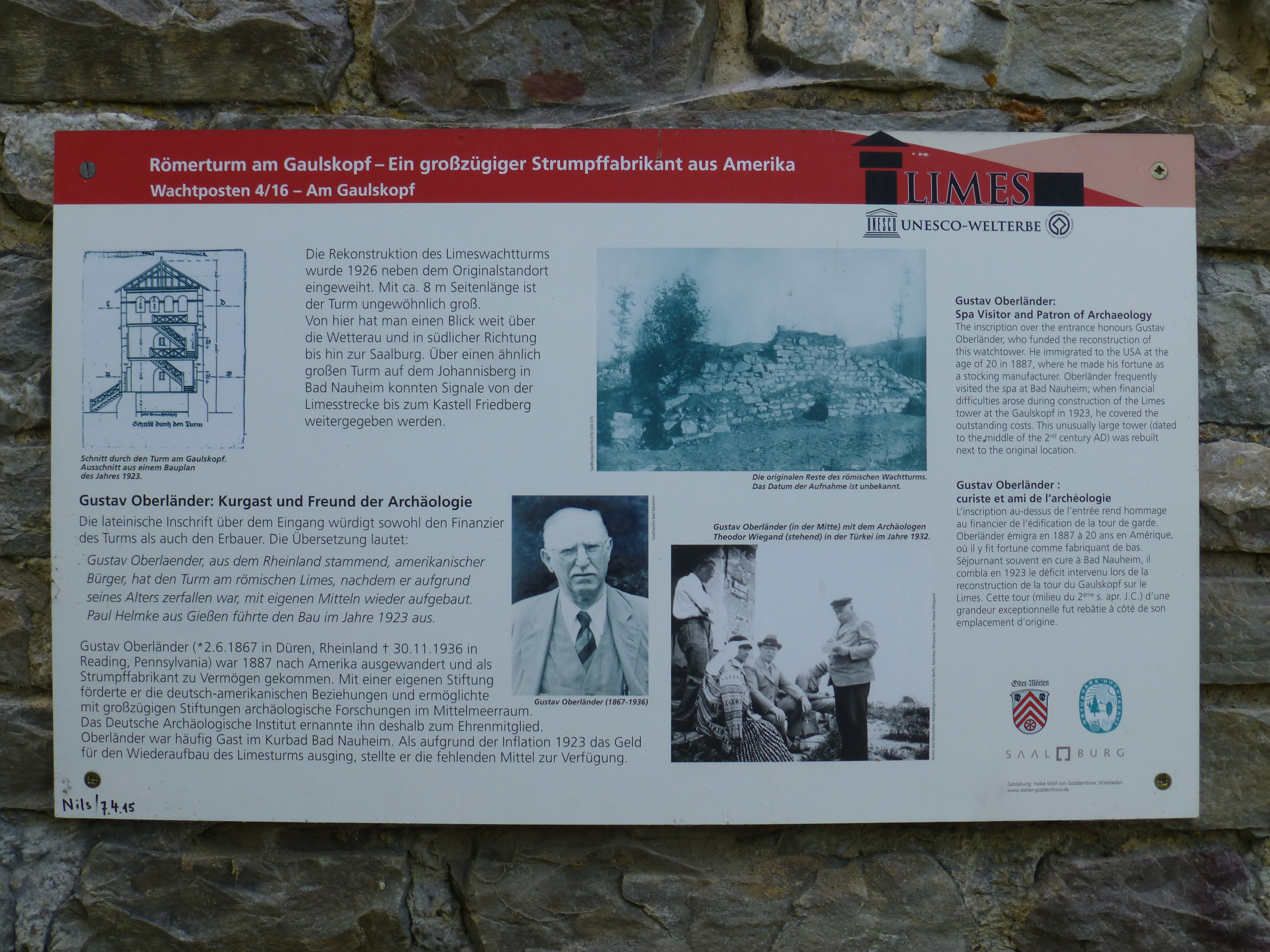
Erläuterungstafel

## Denkmalschutz und Fundverbleib
Der Römerturm und die umliegenden Limesanlagen sind als Abschnitt des Obergermanisch-Rätischen Limes seit 2005 Teil des UNESCO-Welterbes. Außerdem sind sie Bodendenkmale nach dem Hessischen Denkmalschutzgesetz. Nachforschungen und gezieltes Sammeln von Funden sind genehmigungspflichtig, Zufallsfunde an die Denkmalbehörden zu melden.